# Ульгили (Алматинская область)
Ульгили (каз. Үлгілі) — село в Жамбылском районе Алматинской области Казахстана. Административный центр Ульгулинского сельского округа. Код КАТО — 194273100.

## Население
В 1999 году население села составляло 1161 человек (601 мужчина и 560 женщин). По данным переписи 2009 года, в селе проживало 1158 человек (593 мужчины и 565 женщин).